# Museu Chillida-Leku
O Museu Chillida-Leku é um museu espanhol, localizado em Hernani, Guipúscoa, construído a partir de um dos maiores desejos do escultor e gravador Eduardo Chillida: criar um espaço museológico especial onde pudesse partilhar a sua obra com o mundo em redor e, mais que tudo, expor os seus mais presados e melhores trabalhos.

## História
Eduardo Chillida e a mulher, Pilar Belzunce, compraram a quinta de Hernani, San Sebastian, em 1980. O casal dedicou-se a restaurar o edifício do século XVI e a criar a sua visão do mundo naqueles onze hectares de terreno. 
Nasceu o jardim das esculturas, com 40 monumentos de aço, ferro e granito cuidadosamente colocados na paisagem. 
O rei Juan Carlos inaugurou Chillida Leku a 16 de setembro de 2000, o artista morreu dois anos depois e o seu lugar fechou em 2011. 
No dia 17 de abril de 2019, o sonho de Chillida reabre pela mão dos herdeiros do escultor, em parceria com a galeria suíça Hauser & Wirth, criando um renovado polo cultural no norte de Espanha.
Hoje em dia, o museu conta com um legado de cerca de 700 obras de arte, entre elas 391 esculturas e cerca de 300 obras em papel.